# 스와촌 (이바라키현)
스와촌(諏訪村)은 이바라키현 가시마군에 일찍이 존재했던 촌이다.

## 지리
현재의 호코타시에 해당한다.

## 역사
- 188년 4월 1일 - 정촌제 시행에 의해 가시마군 스와촌이 성립하였다.
- 1955년 3월 3일 - 오야촌, 나쓰미촌과 신설합병해, 아사히촌이 성립하여, 동일 스와촌은 폐지되었다.

## 인구
| 1891년 | 2,314 |
| 1909년 | 2,977 |
| 1920년 | 3,672 |
| 1935년 | 3,997 |
| 1950년 | 5,559 |

## 교통

### 도로
- 2급 국도
  - 국도 제123호선 (현:국도 제51호선)

## 참고문헌
- 角川日本地名大辞典編纂委員会『가도카와 일본 지명 대사전 8 茨城県』、가도카와 쇼텐、1983年 ISBN 4040010809